# George Crockett Strong

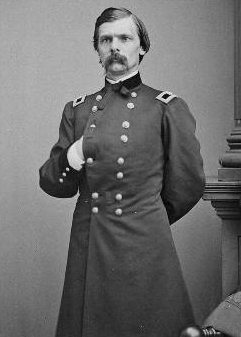
George Crockett Strong

George Crockett Strong (* 16. Oktober 1832 in Stockbridge, Vermont; † 30. Juli 1863 in New York, N.Y.) war ein General der Unionsarmee im Amerikanischen Bürgerkrieg.

## Leben
Strong hatte die Militärakademie in West Point besucht und 1857 abgeschlossen. Zu Beginn des Bürgerkrieges diente er im Stab von General McDowell, unter anderem während der ersten Schlacht von Manassas, später im Stab von General McClellan.
In den Westen beordert diente er unter General Benjamin Franklin Butler, war an einer Expedition gegen New Orleans beteiligt und führte schließlich als Major eine Expedition gegen Ponchatoula in Louisiana, am 15. September 1862.
Im November 1862 wurde er zum Brigadegeneral der Freiwilligen befördert. Ihm wurde das Kommando über eine Brigade in der ersten Division des X. Korps auf Morris Island, South Carolina übertragen.
Diese Brigade führte am 18. Juli 1863 den zweiten Angriff auf Fort Wagner, eine konföderierte Befestigung zum Schutz des Hafens von Charleston, South Carolina.
Während dieses Sturmangriffes, durch den Colonel Robert Gould Shaw und sein 54. Massachusetts bekannt wurden, erlitt Strong eine schwere Verwundung.
Am 30. Juli 1863 starb er schließlich in New York, zuvor erhielt er die Beförderung zum Generalmajor, die der Senat nicht bestätigte.
Er liegt auf dem Friedhof Green-Wood Cemetery in Brooklyn, New York City begraben, wo auch ein Denkmal für ihn steht.
Fort Strong, eine Artilleriestellung auf Deer Island in Boston Harbor wurde 1899 nach ihm benannt.

## Im Film
Jay O. Sanders stellte ihn 1989 im Spielfilm Glory dar.